# Coprocessador

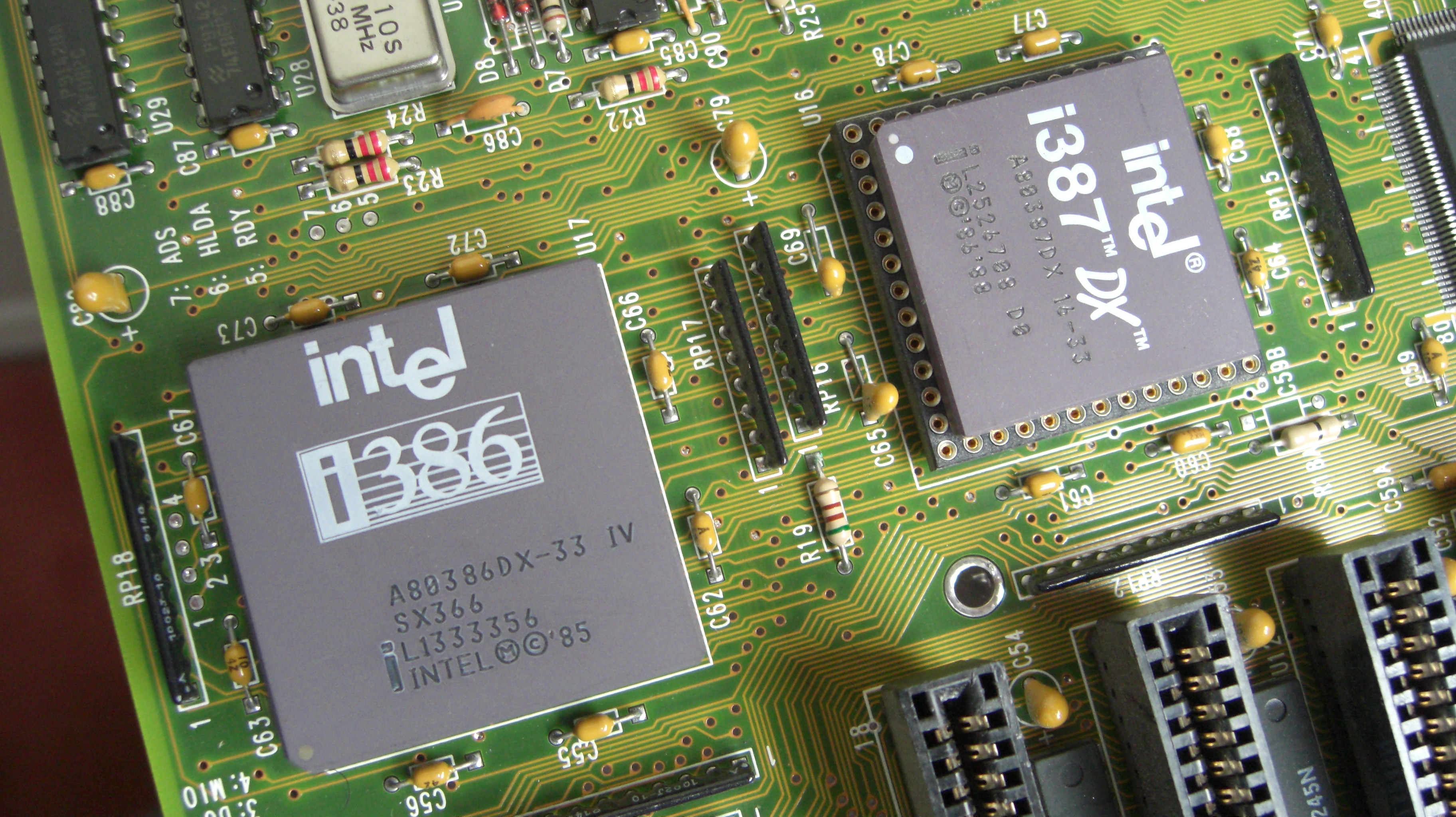
Um Intel 80386DX e seu coprocessador Intel 80387DX.

Um coprocessador é uma UCP de computador usada para suplementar as funções do microprocessador principal. As operações realizadas pelo coprocessador podem ser de ponto flutuante aritmético, computação gráfica, processamento de sinais, processamento de cadeias de caracteres ou criptografia. Ao assumir tarefas que consomem tempo de processamento, os coprocessadores podem acelerar a performance geral de um sistema. Coprocessadores também permitem que uma linha de computadores seja customizada, de forma que consumidores que não precisem de recursos extras não tenham de pagar por isso.
Os coprocessadores foram vistos inicialmente em mainframes, onde acrescentavam funcionalidades adicionais "opcionais" tais como suporte matemático de ponto flutuante. Um uso mais comum foi o de controlar canais de entrada/saída, embora neste papel eles fossem mais comumente referenciados como controladores de canais.
Para o funcionamento do de algumas placas como a de audio é necessário ter o driver do co-processador instalado.